# 刘羲仲
劉羲仲，字壯輿，號漫浪翁，宋代江南西路南康人（今江西南康），專修史學，善於校對，著有《通鑑問疑》。父親為劉恕。
羲仲以史學聞名當時，時與蘇東坡交遊，議論史學，指出歐陽修《新五代史》誤謬等處，東坡屢屢稱是。東坡甚迷《三國志》，他自己對陳壽的筆法有些不滿。有次東坡與王安石聊天時，曾推薦劉恕編寫三國史書，於是東坡又要羲仲繼編三國史書。羲仲以東坡才高，反而要其自作。
蔡京賞識羲仲，舉薦他到汴京擔任宣教郎、編修。羲仲為人清正，赴都後不欲阿附，亦不拜見高官，官場均以為簡慢。後不為蔡京所喜，去職還家。卒於廬山。